# Catch (chanson)
Pour les articles homonymes, voir Catch (homonymie).
Singles de The Cure
Why Can't I Be You?
(1987) Just Like Heaven
(1987)
Clip vidéo
[vidéo] « Catch », sur YouTube
Pistes de Kiss Me, Kiss Me, Kiss Me
The Kiss Torture
Catch est une chanson du groupe britannique The Cure figurant sur l'album Kiss Me, Kiss Me, Kiss Me et extraite en single le 22 juin 1987.

## Contenu
La face B du 45 tours est occupée par le titre inédit Breathe.
Deux maxis 45 tours sont sortis, avec des pochettes différentes. Sur le premier figure un titre inédit supplémentaire, A Chain of Flowers. Le second maxi, sorti en édition limitée, offre en plus de Breathe  deux morceaux enregistrés en concert à Orange, Kyoto Song et A Night Like This. Il s'agit des mêmes versions figurant sur la vidéo The Cure In Orange,.
Un CD Video sort en 1988 avec comme contenu quatre pistes audio, Catch, Breathe, A Chain of Flowers et Icing Sugar, une chanson tirée de l'album Kiss Me, Kiss Me, Kiss Me, dans une version remixée. La seule piste vidéo est le clip de Catch.
- 45 tours

1. Catch - 2:43
2. Breathe - 4:47

- Maxi 45 tours et Cassette single

1. Catch - 2:43
2. Breathe - 4:47
3. A Chain of Flowers - 4:55

- Maxi 45 tours (édition limitée)

1. Catch - 2:43
2. Breathe - 4:47
3. Kyoto Song (Live in Orange) - 5:23
4. A Night Like This (Live in Orange) - 4:30

- CD Vidéo (1988)

1. Catch - 2:43
2. Breathe - 4:47
3. A Chain of Flowers - 4:55
4. Icing Sugar (New Mix) - 3:20
5. Catch (Vidéo) - 2:43

## Clip
Le clip fut tourné en France par Tim Pope en mai 1987, à la Villa Beau Site à Nice,.

## Classements hebdomadaires
| Classement (1987)              | Meilleure place |
| ------------------------------ | --------------- |
| Allemagne (GfK Entertainment)  | 59              |
| Australie (Kent Music Report)  | 77              |
| Espagne (AFYVE)                | 30              |
| Irlande (Irish Singles Chart)  | 16              |
| Pays-Bas (Single Top 100)      | 57              |
| Royaume-Uni (UK Singles Chart) | 27              |